# I Can't Make You Love Me
I can't make you love me is een nummer dat is geschreven door Mike Reid en Allen Shamblin. In 1990 nam de Amerikaanse zangeres Bonnie Raitt het nummer op voor haar album Luck of the draw. Op 22 oktober 1991 werd het nummer als single uitgebracht. Het nummer kwam tot de 43ste plaats in de Nederlandse Single Top 100. De single bereikte de Nederlandse Top 40 niet, maar bleef steken op nummer zeven in de Tipparade.

## Hitnoteringen

### NederlandseSingle Top 100
| Hitnotering: 07-12-1991 t/m 01-02-1992 | Hitnotering: 07-12-1991 t/m 01-02-1992 | Hitnotering: 07-12-1991 t/m 01-02-1992 | Hitnotering: 07-12-1991 t/m 01-02-1992 | Hitnotering: 07-12-1991 t/m 01-02-1992 | Hitnotering: 07-12-1991 t/m 01-02-1992 | Hitnotering: 07-12-1991 t/m 01-02-1992 | Hitnotering: 07-12-1991 t/m 01-02-1992 | Hitnotering: 07-12-1991 t/m 01-02-1992 | Hitnotering: 07-12-1991 t/m 01-02-1992 | Hitnotering: 07-12-1991 t/m 01-02-1992 |
| Week:                                  | 1                                      | 2                                      | 3                                      | 4                                      | 5                                      | 6                                      | 7                                      | 8                                      |                                        |                                        |
| -------------------------------------- | -------------------------------------- | -------------------------------------- | -------------------------------------- | -------------------------------------- | -------------------------------------- | -------------------------------------- | -------------------------------------- | -------------------------------------- | -------------------------------------- | -------------------------------------- |
| Positie:                               | 99                                     | 85                                     | 82                                     | 64                                     | 45                                     | 43                                     | 63                                     | 85                                     | uit                                    |                                        |

### NPO Radio 2 Top 2000
| Nummer met noteringen in de NPO Radio 2 Top 2000 | '07 | '08  | '09  | '10  | '11  | '12  | '13 | '14  | '15  | '16  | '17  | '18  | '19  | '20  | '21  | '22  | '23  | '24  |
| ------------------------------------------------ | --- | ---- | ---- | ---- | ---- | ---- | --- | ---- | ---- | ---- | ---- | ---- | ---- | ---- | ---- | ---- | ---- | ---- |
| I Can't Make You Love Me                         | 706 | 1957 | 1345 | 1138 | 1232 | 1137 | 619 | 1124 | 1076 | 1352 | 1254 | 1422 | 1883 | 1593 | 1706 | 1676 | 1821 | 1862 |

1. ↑  Een vetgedrukt getal geeft de hoogste notering aan.
2. ↑  2007 was het eerste jaar met een notering voor dit nummer.

## Iris Kroes
In de halve finale van tweede seizoen van The voice of Holland zong Iris Kroes op 13 januari 2012 het nummer I can't make you love me, wat tevens haar officiële single werd. Doordat het nummer na de uitzending gelijk verkrijgbaar was als muziekdownload kwam de single een week later op nummer 3 binnen in de Nederlandse Single Top 100 en op nummer 29 in de Nederlandse Top 40.

### Hitnoteringen

#### Nederlandse Top 40
| Hitnotering: 21-01-2012 t/m 11-02-2012 | Hitnotering: 21-01-2012 t/m 11-02-2012 | Hitnotering: 21-01-2012 t/m 11-02-2012 | Hitnotering: 21-01-2012 t/m 11-02-2012 | Hitnotering: 21-01-2012 t/m 11-02-2012 | Hitnotering: 21-01-2012 t/m 11-02-2012 |
| Week:                                  | 1                                      | 2                                      | 3                                      | 4                                      |                                        |
| -------------------------------------- | -------------------------------------- | -------------------------------------- | -------------------------------------- | -------------------------------------- | -------------------------------------- |
| Positie:                               | 29                                     | 7                                      | 6                                      | 25                                     | uit                                    |

#### NederlandseSingle Top 100
| Hitnotering: 21-01-2012 t/m 11-02-2012 | Hitnotering: 21-01-2012 t/m 11-02-2012 | Hitnotering: 21-01-2012 t/m 11-02-2012 | Hitnotering: 21-01-2012 t/m 11-02-2012 | Hitnotering: 21-01-2012 t/m 11-02-2012 | Hitnotering: 21-01-2012 t/m 11-02-2012 |
| Week:                                  | 1                                      | 2                                      | 3                                      | 4                                      |                                        |
| -------------------------------------- | -------------------------------------- | -------------------------------------- | -------------------------------------- | -------------------------------------- | -------------------------------------- |
| Positie:                               | 3                                      | 4                                      | 30                                     | 88                                     | uit                                    |

## Overige covers
I can't make you love me is opgenomen door een groot aantal artiesten, waaronder George Michael, Bon Iver, Will Downing, Prince, Kevin Mahogany, Tank, Bonnie Tyler, Mary Coughlan, Kenny Rogers, Nancy Wilson, Kimberley Locke, Patti Labelle, Sophie Milman, Boyz II Men, Nelson Rangell, Jimmy Sommers, Candy Dulfer, Arnee Hidalgo, Sam Bettens, Gitte Haenning, Piotr Żaczek featuring Kuba Badach, Jill Johnson, Adele Harley, Gina G, Kelly Clarkson en Priyanka Chopra.

### NPO Radio 2 Top 2000
| Nummer met noteringen in de NPO Radio 2 Top 2000 | '18  | '19  | '20  | '21  | '22  |
| ------------------------------------------------ | ---- | ---- | ---- | ---- | ---- |
| I Can’t Make You Love Me (George Michael)        | 1831 | 1849 | 1807 | 1908 | 1957 |

1. ↑  Een vetgedrukt getal geeft de hoogste notering aan.
2. ↑  2018 was het eerste jaar met een notering voor dit nummer.
3. ↑  Deze tabel is bijgewerkt tot en met de laatste editie (2024).